# Sattwa
Sattwa lub guna sattwy (dewanagari सत्त्वगुण, transkrypcja sattwaguna) – guna dobroci. Efektem jej wpływu jest rozwijanie cechy dobroci, także osiągnięcie mądrości.

## Wpływ
Na człowieka w gunie dobroci nie oddziałują nieszczęścia i posiada on świadomość postępu. Typowym przykładem takiego człowieka jest bramin, który powinien być usytuowany w gunie dobroci. Uczucie szczęścia odczuwane przez tego rodzaju ludzi jest wynikiem zrozumienia, że w gunie dobroci jest się bardziej lub mniej wolnym od następstw naszych uczynków. Literatura wedyjska mówi, że guna dobroci oznacza większą wiedzę i większe odczucie szczęścia.
Osoba kontrolowana przez gunę dobroci jest zadowolona ze swojej pracy czy też zajęcia intelektualnego; przykładem może być filozof czy naukowiec zajmujący się określoną dziedziną wiedzy i czerpiący z tego przyjemność.
Zła strona wpływu siły dobroci (guny) jest taka, że kiedy dusza znajdując się pod wpływem tej guny ma skłonność do uważania się za zaawansowaną w wiedzy i lepszą od innych. I w ten sposób jest ona uwarunkowana.
Według Bhagawadgity osoba będąca w gunie dobroci osiąga po śmierci wyższe systemy planetarne (niebo duchowe, loka).